# Win & Ride Race
Een Win & Ride Race is een wegrace waaraan wordt deelgenomen met standaard-motorfietsen.
De winnaar krijgt de gelegenheid in een echte race te starten, waardoor hij zich in de kijker kan rijden.